# Anastasie de Serbie
 (juin 2025).
Ana, en serbe en écriture cyrillique : Ана (fl. 1196 - morte le 22 juin 1200) est une princesse consort de Rascie, épouse de Stefan Nemanja (r. 1166-1196). D'ascendance aristocratique, elle prononce ses vœux religieux en 1196 et prend le nom d'Anastasija, en hommage à Anastasie d'Illyrie. Elle est vénérée comme une sainte par l'Église orthodoxe, en particulier l'Église orthodoxe serbe, où elle est connue sous le nom de sainte Anastasie. Elle est fêtée le 21 juin selon le calendrier julien (le 4 juillet selon le calendrier grégorien).
Elle est la mère de Sava de Serbie, saint de l'Église orthodoxe serbe, dont il est considéré le père fondateur.

## Théories sur son origine

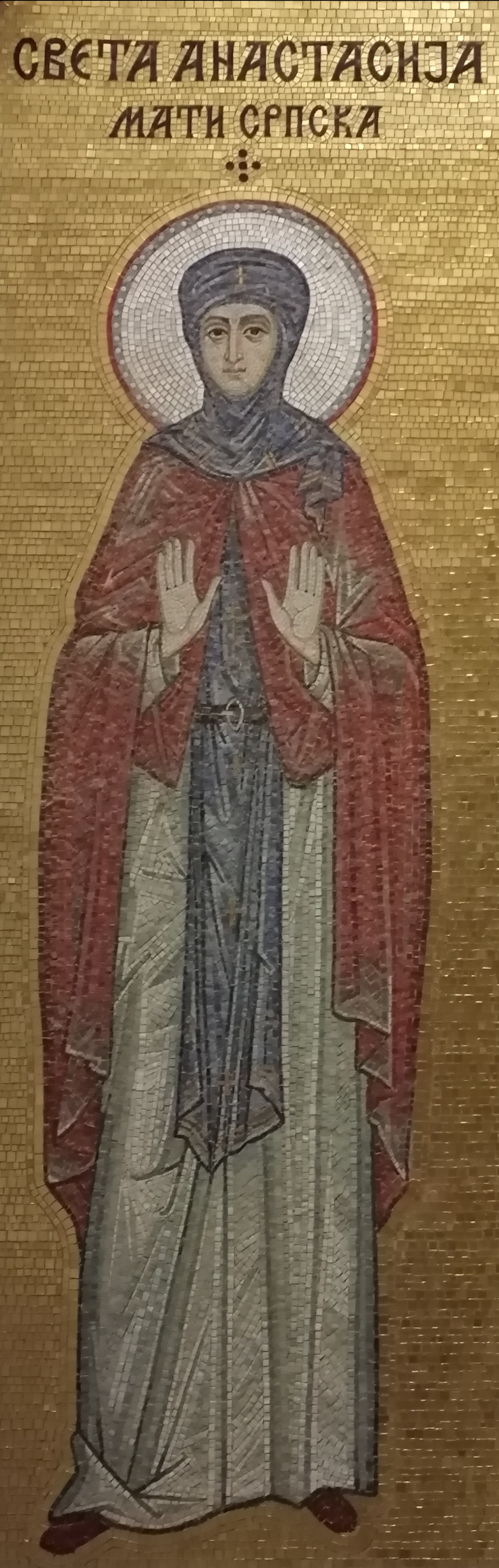
Mosaïque dans le temple de Saint Sava à Belgrade. L'inscription se lit comme suit : " СВЕТА АНАСТАСИЈА / МАТИ СРПСКА " (Sainte Anastasie / Mère de la Serbie)

Les premières années de sa vie ne sont pas connues. L'hagiographe Domentijan (né en 1210 environ – mort après 1264) constitue la source la plus ancienne sur sa vie. Il affirme qu'il s'agit : « d'une grande princesse, la fille de l'empereur byzantin Romain ». Le seul empereur de cette époque nommé ainsi étant Romain IV Diogène, qui régna de 1068 à 1071, cette filiation semble impossible.
D'autres hagiographes et historiens la mentionnent :
- Mavro Orbini, qui écrit à son sujet en 1601 comme la fille du Ban de Bosnie, ce qui est peut-être une confusion avec l'épouse du prince Miroslav, la sœur du ban Kulin. Cependant, aucune source ne le confirme[1].
- Jovan Rajić fait d'Ana la fille du ban Borić, bien que cela ne soit soutenu par aucune source antérieure. Vaso Glušac l'identifie plutôt à la sœur de ce ban[1].
- Simeon Bogdanović–Siniša affirme également qu'elle est la fille du ban Borić. Il semble toutefois que ceci provienne d'une confusion entre Borić et Boris Kalamanos, faisant d'elle plutôt la fille du deuxième[1],[2].
- Justin Popović développe la théorie qu'elle est la fille de Manuel Ier Comnène qui, après le conflit avec Uroš II de Serbie, lui aurait donné sa fille en mariage en gage de paix.
- D'autres théories suggèrent qu'elle serait une princesse hongroise ou une princesse « franque ».

## Mariage et descendance

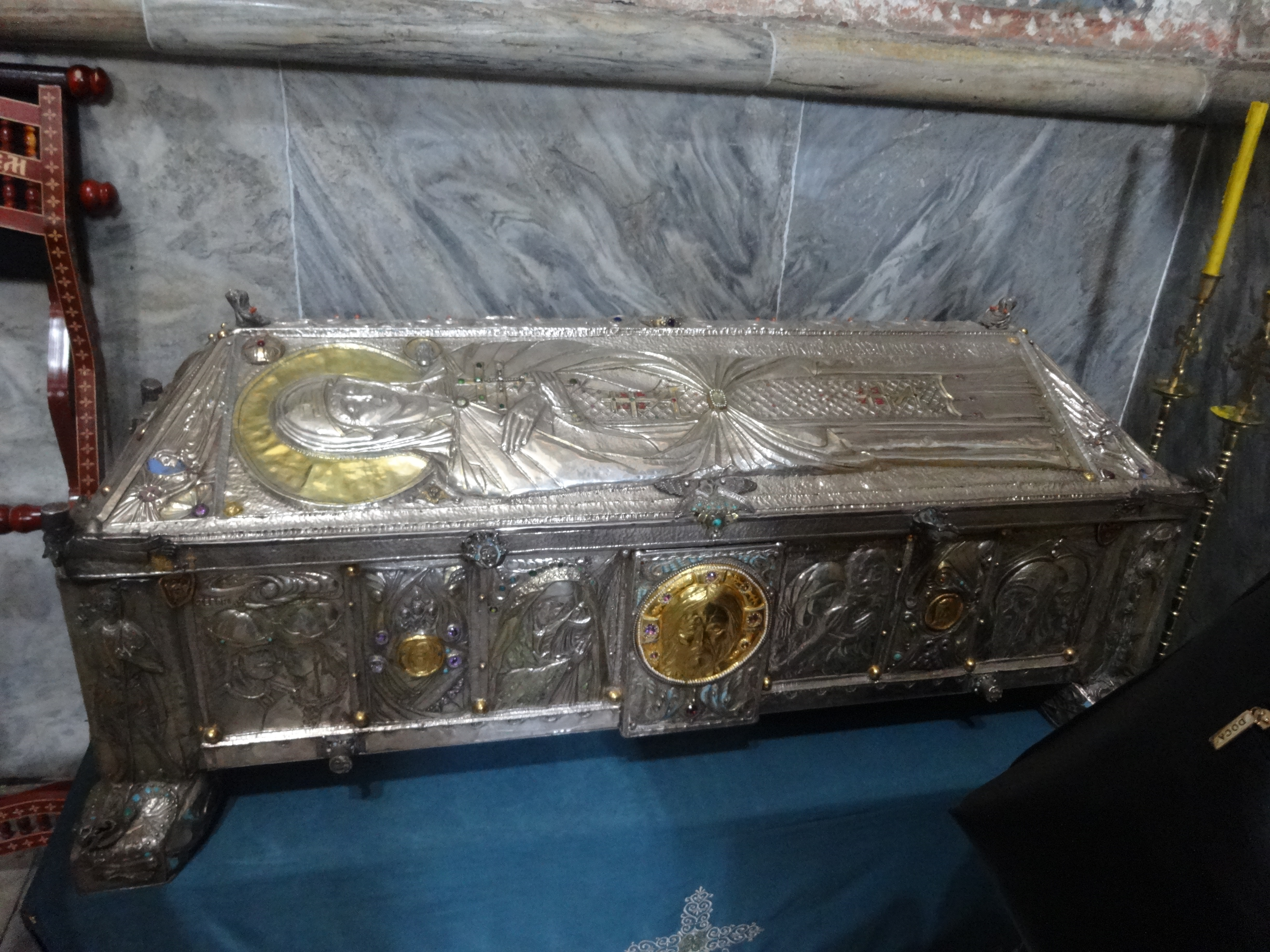
Le reliquaire contenant les reliques de sainte Anastasie au monastère de Studenica

De son mariage avec Stefan Nemanja, elle donne naissance à trois fils et trois filles, dont :
- Stefan Nemanjić (c. 1165 – 1228), le successeur de Stefan Nemanja.
- Rastko Nemanjić (saint Sava) (1169/1174–1235/1236), fondateur et premier archevêque de l'Église orthodoxe serbe.
- Vukan Nemanjić, grand-prince de Dioclée (r. 1190-1208 ) et grand-prince de Serbie (r. 1202-1204).
- Jefimija, épouse de Manuel Doukas, régent de Thessalonique (c. 1187 – c. 1241).
- Une fille mariée à Tihomir Asen, avec qui elle est la mère du tsar bulgare Constantin Ier Tikh Asen (r. 1257-1277).